# Estación de Nidfurn-Haslen
La estación de Nidfurn-Haslen (en alemán: Nidfurn-Haslen Bahnhof) es un apeadero que sirve a las localidades de Nidfurn y de Haslen, pertenecientes a la comuna suiza de Glaris Sur, en el Cantón de Glaris.

## Situación
El apeadero se encuentra ubicado de manera equidistante de los núcleos de Nidfurn y de Haslen. Cuenta con un único andén por el que pasa una sola vía. Las dependencias colaterales del apeadero son el apeadero de Leuggelbach en dirección Linthal y la estación de Schwanden, en dirección Ziegelbrücke.

## Servicios ferroviarios
Los servicios son operados por SBB-CFF-FFS:
- R Rapperswil - Ziegelbrücke – Glaris – Schwanden – Linthal. Servicios cada hora.

- Datos: Q5846811
- Multimedia: Nidfurn-Haslen railway station / Q5846811